# Animal sagrat
Els animals sagrats són aquells animals que, en algunes cultures, són considerats manifestacions, encarnacions o favorits d'alguna divinitat. El culte a aquests és freqüent a cultures literàries i no literàries.
La religió de les cultures no literàries que consisteix en el culte als animals rep el nom de totemisme.
En l'antic Egipte eren animals sagrats el bou, l'ovella, el gat i el xacal. A l'Índia actual són animals sagrats les vaques i alguns micos.
Moltes altres bèsties també són estimades a causa de llegendes o similars, i en el cas d'alguns, matar-los és tabú. Alguns exemples d'animals no sagrats però considerats culturalment importants són l'aranya que ajudà Mahoma durant la seva fuga, o el pigarg americà del segell dels Estats Units.

## Bou
Al Paleolític se li rendia culte.
Segons les proves de les coves de Chatal-Hü-yük, al sèptim mil·lenni a.C. es rendia culte al bou i tenia una relació amb la Deessa Mare.
A Creta (al Minotaure) i Egipte es feien pràctiques similars.
Als cultes mistèrics hi tenen una funció, tal com es veu als mites de Cibeles i Mitra.

## Ocell
A l'Illa de Pasqua als segles XII al XVI dC va haver un culte a un déu-pardal.
A l'antic Egipte es considerava el benu una manifestació del déu Atón-Ra.
Per als celtes els corbs eren l'aparició de les deesses de la guerra.
Els indis d'Amèrica del Sud i Amèrica Central tenien un culte al quetzal.

## Ós
Al Paleolític inferior (10.000 anys a.C.) es creu que es feia un sacrifici al senyor de les feres per a tindre sort en la caça.
En l'actualitat: la religió tradicional dels Ainus i algunes regions àrtiques i subàrtiques d'Euràsia i Amèrica com el cas dels esquimals.

## Serp
El culte a les serps es troba a la Xina, Mèxic, Índia, Creta, Egipte, Israel i Canaan sent la figura en els cultes a la fecunditat.
Alguns investigadors han associat a la reina xaman japonesa Pimiko amb el culte a les serps.